# Фред Скарлетт
Фред Скарлетт  (англ. Fred Scarlett, 29 квітня 1975) — британський веслувальник, олімпійський чемпіон.

## Виступи на Олімпіадах
| Олімпіада   | Дисципліна                     | Місце |
| ----------- | ------------------------------ | ----- |
| Сідней 2000 | вісімка розстібна зі стерновим | 1     |

## Зовнішні посилання
- Досьє на sport.references.com

1. ↑  Scarlett